# Wildervanksterdallen
Wildervanksterdallen (Gronings: Dale) is een gehucht in de gemeente Veendam. Het is een langgerekte buurtschap ten oosten van Wildervank. Het is ook alleen via die plaats te bereiken. Het ligt aan een klein kanaal, het Dalkanaal, dat was aangelegd door het waterschap Wildervankster Dallen. Direct ten oosten van het gehucht loopt het A.G. Wildervanckkanaal. Bij Wildervanksterdallen bevindt zich het zogenaamde Zevenbruggetjespad, een fietspad langs het Dalkanaal naar het Stadskanaal dat over zeven draaibruggetjes voert.
In de buurt van Wildervanksterdallen zijn archeologische vondsten gedaan uit het mesolithicum.

## Naam
De naam verwijst naar de dalgronden, waar het kanaal doorheen werd gelegd.

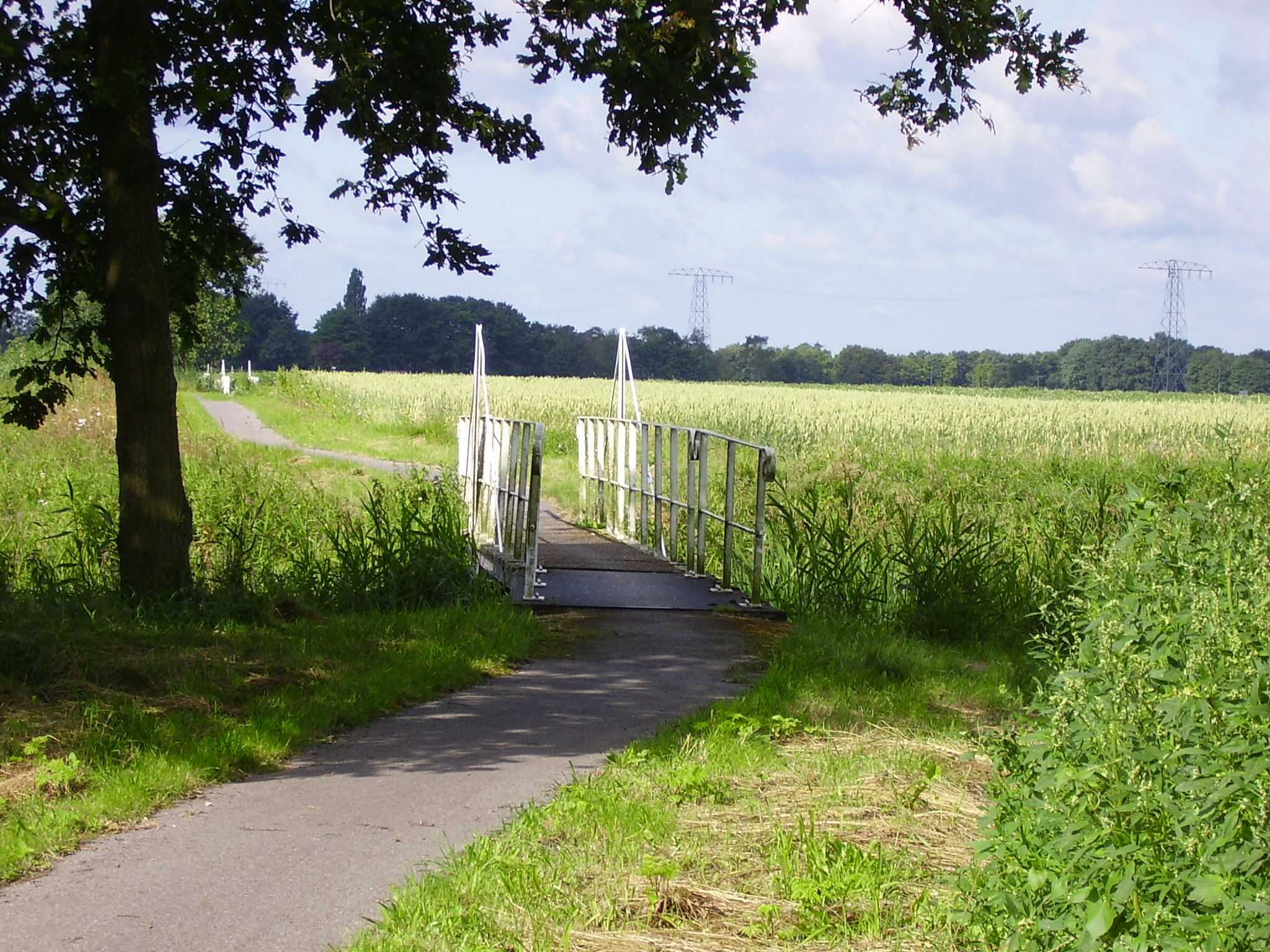
Video van het Zevenbruggetjespad
- Foto van het Zevenbruggetjespad

Dorpen: Bareveld (deels) · Borgercompagnie (deels) · Ommelanderwijk · Tripscompagnie (deels) · Veendam · Wildervank (Bareveld)

Gehuchten: Kibbelgaarn · Numero Dertien · Wildervanksterdallen

Buurtschappen: Boven Veensloot (deels) · Korte Akkers · Westerdiepsterdallen · Zuidwending

Groningen: Steden en dorpen      Nederland: Provincies · Gemeenten